# Grad stari Prežek
Grad Prežek  (nemško Prisekke) je stal v naselju Cerov Log v občini Šentjernej.

## Zgodovina
Grad stari Prežek je bil verjetno zgrajen nekaj desetletij pred letom 1180, zaradi prvih znanih lastnikov Prisov. Njegov glavni namen je bila obramba nekdaj pomembne poti med Šentjernejskim poljem in žumberškim pogorjem. Prvič se izrecno omenja šele leta 1215 po smrti grofa Albrehta Višnjegorskega. Med 12. in 13. stol. so ga imeli v lasti najprej priški, nato višnjegorski in na koncu andeški. Leta 1229 po izumrtju Andeških so si gospostvo pridobili Babenberžani, nato kralj Otokar. Leta 1228 se omenjata brata Gotfrid in Majnhard. Naslednji lastnik je bil Ulrik Spanheimski, vendar je po njegovi smrti posestvo ponovno prevzel kralj Otokar. Leta 1238 so se omenjali Gotfrid, Ulrik, Gotfrid II. in njegov brat Henrik, leta 1249 in 1264 Gotfrid II. in Ulrik, leta 1261 in 1263 Gotfrid II., leta 1265 Ortolfs ter leta 1267 Gotfrid II. in Wulfing. Nato Ortolf 1270 in Henrik 1273. Leta 1315 ga je oskrbnik Rudolf Svibenski opustošil a je bil dve leti kasneje ponovno obnovljen. Do leta 1318 ga je posedoval Henrik II., nato ga je prevzel Arnold. Leta 1320 ga poseduje Bertold in leta 1322 še Bertoldov sin Tomel. Med letoma 1404 in 1409 je bil gradiščan Andrej (III.) Turjaški.  Andrej (V.) Turjaški pa je bil oskrbnik na Prežeku med letoma 1486 in 1493. Poškodovan je bil v velikem potresu leta 1511 in po tem tudi opuščen.